# Fußball-Afrikameisterschaft der Frauen 2012/Qualifikation
Zur Qualifikation der Fußball-Afrikameisterschaft der Frauen 2012 wurden 24 afrikanische Frauen-Fußballnationalmannschaften gemeldet, von denen aber zwei zurückgezogen wurden.
Die Qualifikation wurde in zwei Runden im K.-o.-System mit Hin- und Rückspielen ausgetragen. In der ersten Runde trafen die 20 schwächeren Nationen aufeinander. Da sich zwei Mannschaften zurückzogen, kam es nur zu acht Begegnungen. Die Sieger und die kampflos in die zweite Runde gelangten Mannschaften ermittelten mit vier weiteren Nationalmannschaften (Halbfinalisten der Afrikameisterschaft 2010) die sieben Mannschaften, die sich zusammen mit dem Ausrichter für die Endrunde qualifizierten.

## Vorrunde
Die Hinspiele waren für den 14. und 15., die Rückspiele sind für den 27., 28. und 29. Januar 2012 angesetzt.
|                | Gesamt          |           | Hinspiel | Rückspiel |
| -------------- | --------------- | --------- | -------- | --------- |
| Ägypten        | 4:6             | Äthiopien | 4:2      | 0:4       |
| Namibia        | 2:7             | Tansania  | 0:2      | 2:5       |
| Elfenbeinküste | 10:10           | Guinea    | 5:1      | 5:0       |
| Kenia          | 1               | Mosambik  |          |           |
| Sambia         | 9:4             | Malawi    | 7:0      | 2:4       |
| Marokko        | 2:2 (5:3 i. E.) | Tunesien  | 2:0      | 0:2 n. V. |
| Senegal        | 1               | Burundi   |          |           |
| Botswana       | 1:3             | Simbabwe  | 0:1      | 1:2       |
| Uganda         | 1:5             | DR Kongo  | 1:1      | 0:4       |
| Mali           | 0:8             | Ghana     | 0:3      | 0:5       |

## 1. Runde
Die Hinspiele waren für den 25. bis 27. Mai, die Rückspiele für den 15. und 16. Juni 2012 angesetzt. Die Sieger qualifizierten sich neben dem Gastgeber für die Fußball-Afrikameisterschaft der Frauen 2012.
|                | Gesamt          |                  | Hinspiel | Rückspiel |
| -------------- | --------------- | ---------------- | -------- | --------- |
| Äthiopien      | 3:1             | Tansania         | 2:1      | 1:0       |
| Elfenbeinküste | 12:00           | Mosambik         | 7:0      | 5:0       |
| Sambia         | 2:6             | Südafrika        | 1:4      | 1:2       |
| Marokko        | 0:0 (4:5 i. E.) | Senegal          | 0:0      | 0:0 n. V. |
| Simbabwe       | 0:6             | Nigeria          | 0:2      | 0:4       |
| DR Kongo       | -:-             | Äquatorialguinea | -:-      | -:-       |
| Ghana          | 2:2 (8:9 i. E.) | Kamerun          | 1:1      | 1:1 n. V. |